# Bartholf Senff

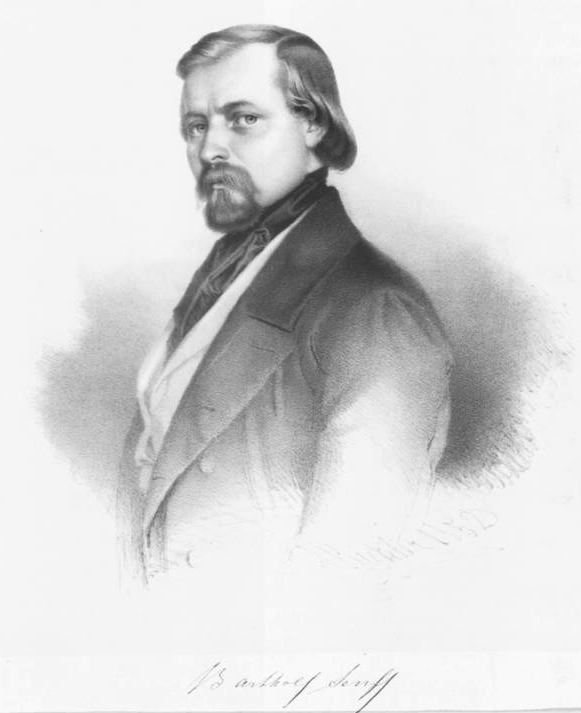
Bartholf Senff um 1850

Bartholf Senff, vollständiger Name Bartholf Wilhelm Senff auch Bartholt (geboren am 2. September 1815 in Friedrichshall bei Coburg; gestorben am 25. Juni 1900 in Badenweiler), war ein deutscher Musikschriftsteller und -verleger. Ehe er einen eigenen Verlag gründete, war er gemeinsam mit Carl Gurckhaus als Geschäftsführer beim Verlag Fr. Kistner in Leipzig tätig. Auf seine Initiative hin wurde die Zeitschrift Signale für die musikalische Welt herausgegeben, deren Redakteur er bis zu seinem Tode war.

## Leben und Wirken
Senff absolvierte seine Lehre im Verlag von Carl Friedrich Kistner. 1842 begründete er das Jahrbuch für Musik, das bis 1852 erschien und 1843 die Zeitschrift Signale für die musikalische Welt. Nach dem Tod  von Carl Friedrich Kistner war er von 1845 bis zu seinem Ausscheiden 1847 als Geschäftsführer für den Verlag eingesetzt, der vom Bruder des verstorbenen Joachim Kistner als Prokurist geführt wurde. Im November 1847 gründete er seine eigene Buch- und Musikalienhandlung als Verlag Bartholf Senff und übernahm die Verlegung der bisher durch die Expedition der Signale herausgegebenen Werke. Später, nach seinem Tod, wurde das Unternehmen von seiner Nichte Marie Senff geführt und ging schließlich 1907 an den Verlag von Nikolaus Simrock über. Der Verlag existierte unter diesem Namen von November 1847 bis zur endgültigen Firmenänderung am 1. Oktober 1910.
Bekannt war er als Verleger für Partituren zu Werken von Felix Mendelssohn Bartholdy, Robert Schumann (beispielsweise Waldszenen, op. 82), Johannes Brahms oder 1884 Carl Reineckes Concert für die Harfe mit Begleitung des Orchesters. op. 182, das dieser dem Harfenisten Edmund Schuëcker gewidmet hatte. Er veröffentlichte mehrere Kompositionen von Anton Grigorjewitsch Rubinstein sowie die von Richard Kleinmichel herausgegebene umfassende Opernbibliothek. Die Signale für die musikalische Welt waren nicht als wissenschaftliches Fachblatt konzipiert, sie dienten vielmehr der unterhaltenden Information. So gab es Berichte über Musikereignisse, Artikel und Korrespondenz berühmter Musiker.

## Werke (Auswahl)
- Bartholf Senff: Buntes Leipzig. Skizzen und Genrebilder. Mit einer Nachbemerkung von Bernd Weinkauf. Zentralantiquariat der DDR, Leipzig 1988, ISBN 3-7463-0130-0 (Vollständiger Nachdruck der Hefte 1–4 der Orig.-Ausg. von 1842/43, Leipzig, Rocca).
- Signale für die musikalische Welt. begründet von Bartholf Senff im Jahre 1842. (Volltext [Wikisource] – erschienen mit der Nr. 1 1843 bis Nr. 21/22 1941 in 99 Jahrgängen).
- Bartholf Senff: Führer durch die musikalische Welt. Adreßbuch, Chronik und Statistik aller Städte von Bedeutung – Leipzig, mit einem Plan vom neuen Stadttheater. Senff, Leipzig 1868, OCLC 253666438.
- Bartholf Senff: Die Opern-Bibliothek im Verlage von Bartholf Senff in Leipzig. Bartholf Senff, Leipzig 1898, OCLC 162236460 (daten.digitale-sammlungen.de).